# Pseudopoda latembola
Pseudopoda latembola là một loài nhện trong họ Sparassidae.
Loài này thuộc chi Pseudopoda. Pseudopoda latembola được Peter Jäger miêu tả năm 2001.